# Young Sheldon
Young Sheldon (Estilizado como young Sheldon) (bra: Jovem Sheldon) foi uma série de televisão americana da CBS como um spin-off da série The Big Bang Theory e serve como uma prequela da série, apresentando o personagem Sheldon Cooper como uma criança vivendo com sua família no Leste do Texas e indo ao colégio. A série foi criada por Chuck Lorre e Steven Molaro, e Iain Armitage é apresentado como o protagonista. Jim Parsons, que é o mesmo personagem em The Big Bang Theory, narra e também é o produtor executivo da série.
O desenvolvimento da série começou em novembro de 2016, a ideia original foi de Parsons que repassou para os produtores de The Big Bang Theory. Começou a ir ao ar em 2 de novembro de 2017, logo após de The Big Bang Theory, após uma apresentação especial em 25 de setembro de 2017. Em 27 de setembro de 2017, a CBS encomendou a série para uma temporada completa de 22 episódios.
Em janeiro de 2018, a emissora CBS renovou a série para uma segunda temporada que estreou em 24 de setembro de 2018.
A série terminou em 16 de maio de 2024, na 7º temporada.

## Premissa
A série mostra Sheldon Cooper com 9 anos de idade, que tem uma mente brilhante enquanto frequenta o ensino médio no Texas, lidando com o mundo ao seu redor, enquanto sua família muito normal deve encontrar uma maneira de lidar com ele.

## Elenco e personagens

### Principal
- Iain Armitage como Sheldon Cooper, uma criança prodígio de 9 anos com uma mente "única em uma geração capaz de avançar matemática e ciência". Embora reconhecido academicamente, Sheldon não possui uma compreensão completa de pistas e comportamentos sociais, além de um senso de superioridade sobre todos ao seu redor devido à sua inteligência. Sheldon é propenso a percorrer seu próprio caminho, mesmo que ele tenha problemas ao longo do caminho. No entanto, Sheldon provou amar sua família e quase sempre tem seu coração no lugar certo.[5][6]
- Zoe Perry como Mary Cooper, a mãe de Sheldon. Ela é muito protetora e paciente com Sheldon, mas também luta para compreendê-lo às vezes. Ela é uma cristã devota e, portanto, tem fricção com o ateísmo de Sheldon. No entanto, ela ama profundamente seu filho e quer protegê-lo o tempo que puder.[6]
- Lance Barber como George Cooper Sr., o pai de Sheldon e o principal treinador de futebol em Medford High. George não é muito brilhante, levando outros, especialmente a Meemaw (a avó de Sheldon), a duvidar que ele seja o pai de Sheldon. Enquanto ele pode lutar com a compreensão de seu filho inteiramente dotado, George é um pai amoroso e o defendeu em múltiplas ocasiões, ganhando amor e apreciação do garoto.[6]
- Montana Jordan como George "Georgie" Cooper Jr., o irmão mais velho de Sheldon. Georgie o despreza abertamente e nunca hesita em intimidá-lo. Ele não é muito inteligente e também é ridicularizado pelo resto da família, especialmente Sheldon e Meemaw. Enquanto ele está confiante em si mesmo, Georgie esconde inseguranças profundas por se sentir inferior ao seu irmão genial e, portanto, lida tentando minimizar a inteligência do irmão de qualquer maneira que puder. Ele frequenta Medford High com Sheldon e joga no time de futebol.[4][5]
- Raegan Revord como Missy Cooper,a irmã gêmea de Sheldon. Ela o provoca junto com Georgie, mas não tanto. Não compartilha a inteligência de Sheldon, mas é muito perspicaz. Embora ela nem sempre se dê bem com Sheldon, sempre encontra conforto em seu irmão gêmeo sólido e confidente.[4]
- Jim Parsons como a voz de Sheldon Cooper adulto, que narra a série como a versão mais antiga e atual do personagem.[4]
- Annie Potts como Meemaw (Connie), a avó materna de Sheldon. Ela é muito próxima de Mary e seus netos, mas não gosta de George. Ela é a mais paciente e compreensiva das peculiaridades de Sheldon e aconselha Mary a confiar em que Sheldon encontrará seu caminho.

### Recorrente
- Wyatt McClure como Billy Sparks, filho de um vizinho da família Cooper, que não é muito inteligente.
- Billy Gardell como Herschel Sparks, pai de Billy.[7]
- Melissa Peterman como Brenda Sparks, mãe de Billy que trabalha na pista de boliche frequentada por Meemaw.
- Ryan Phuong como Tam Nguyen, uma criança vietnamita-americana e melhor amigo e colega de classe de Sheldon. Tam é responsável por apresentar Sheldon a muitos de seus interesses não-científicos, incluindo quadrinhos e jogos de RPG.
- Matt Hobby como Pastor Jeff Hodgkins, o pastor otimista na igreja da família Cooper. Como Mary, ele tem atrito com o ateísmo de Sheldon, mas ele desafia Sheldon a explorar sua linha de pensamento através de exercícios lógicos.
- Valerie Mahaffey, como a Sra. Victoria MacElroy, a professora do Sheldon em Medford High.
- Rex Linn como o diretor Tom Petersen, o diretor de Medford High.
- Danielle Pinnock como Sra. Evelyn Ingram, professora de matemática de Sheldon em Medford High.
- Brian Stepanek como o Sr. Hubert Givens, professor de ciências de Sheldon em Medford High.
- Doc Farrow como Roy Wilkins, professor e assistente de treinador de futebol de Medford High.
- Sarah Baker como a Sra. Sheryl Hutchins, a bibliotecária de Medford High.
- Isabel May como Veronica Duncan

### Convidados notáveis
- Melissa Tang como a Sra. Fenley, uma professora de música na escola secundária de Sheldon. Tang já havia interpretado a personagem Mandy Chao em um episódio de The Big Bang Theory.
- Bob Newhart como Arthur Jeffries, um cientista que interpreta o personagem principal do Professor Proton, a série de televisão educacional favorita de Sheldon. Newhart retoma seu papel do personagem de The Big Bang Theory.
- Vernee Watson como a enfermeira Robinson, uma enfermeira que atende a George quando sofre um ataque cardíaco leve. Watson também interpreta uma enfermeira chamada Althea em numerosos episódios da The Big Bang Theory, incluindo o seu piloto.
- John Hartman como o Dr. Goetsch, o psiquiatra que diagnostica Sheldon com fagofobia e quando ele perde na feira de ciências de Medford High.
- Ray Liotta como Vincent, cobrador de Meemaw.
- Jason Kravits como o Dr. Ronald Hodges, engenheiro da NASA e companheiro de quarto da faculdade do Sr. Givens. Ele faz uma apresentação sobre seu trabalho para a classe de ciênciaz do Sr. Givens, que intenta Sheldon para resolver os desafios dos sistemas de lançamento reutilizáveis.
- Dave Florek como Dr. Eberland, o médico de Sheldon.
- Karly Rothenberg como a Sra. Janice Veazey, secretária do Dr. Hodges.
- Frances Conroy como a Dra. Flora Douglas, diretora do internato em que Sheldon fica brevemente.
- Harry Groener como Elliot Douglas, marido da Dra. Douglas.
- Billy Gardell como Herschel Sparks, o pai de Billy.
- Paul Yen como Le Nguyen, o pai de Tam. Ele gerencia o Medford Mart com sua esposa.
- Vyvy Nguyen como Trang Nguyen, a mãe de Tam e esposa de Nguyen.
- Richard Kind como Ira Rosenbloom, um dos namorados da Meemaw.
- Jason Alexander como o Sr. Lundy, professor de drama e residente em Medford High School.
- Ella Allan e Mia Allan como Bobbi Sparks, a irmã mais nova de Billy Sparks, com uma reputação de atormentar Sheldon.
- Cleo King como a Sra. Costello, uma conselheira da Medford High School.
- Wallace Shawn como o Dr. John Sturgis, um professor de física da faculdade que está romanticamente interessado em Meemaw.
- Michael Cudlitz como supervisor da NASA que aparece na sequência de devaneios de Sheldon.
- Elon Musk faz uma aparição no episódio "A Patch, a Modem, and a Zantac" em uma cena de flashforward ambientada 27 no futuro.
- Mckenna Grace como Paige, uma garota prodígio de dez anos, a princípio rival de Sheldon.

## Episódios

### 1.ª temporada (2017–18)
| N.º geral | N.º na temp. | Título Original Título no Brasil | Dirigido por    | Escrito por | Exibição original      | Cód. de produção | Audiência (milhões) |
| --- | ------------ | --- | --------------- | --- | ---------------------- | ---------------- | ------------------- |
| 1 | 1            | "Pilot" "Piloto" (BR) | Jon Favreau     | Chuck Lorre & Steve Molaro                                                                                                | 25 de setembro de 2017 | T12.15551        | 17.21               |
| Sheldon Cooper, um menino de 9 anos, começa seu primeiro dia de ensino médio na nona série com seu irmão mais velho, George Cooper Jr. Tendo mostrado mais habilidades do que uma criança típica de sua idade, ele teve várias notas. No seu primeiro dia, ele questiona seus professores e informa os alunos sobre sua quebra de regras. Ele tenta encontrar seu lugar na nova escola e George deve lidar com ter um irmão muito mais novo em sua classe. |              | |                 | |                        |                  |                     |
| 2 | 2            | "Rockets, Communists, and the Dewey Decimal System" "Foguetes, Comunistas, e Sistema Decimal de Dewey" (BR)                                   | Michael Zinberg | Chuck Lorre & Steven Molaro                                                                                               | 2 de novembro de 2017  | T12.15552        | 12.66               |
| Sheldon descobre que sua mãe está muito preocupada com o fato de ele não ter amigos. Ele, portanto, recebe uma cópia de Como Fazer Amigos e Influenciar Pessoas da biblioteca da escola e tenta seus métodos em vários alunos e professores sem sucesso. Ele finalmente conhece um menino vietnamita americano que compartilha muitos dos seus interesses. Sua mãe está tão feliz que ela insiste que Sheldon convide o menino para casa para jantar e levanta a proibição do hobby missilmodelismo de Sheldon. O jantar acaba por ser muito estranho, e a tentativa de lançamento dos meninos fica fora do controle, assim como os agentes do FBI chegam a perguntar a Sheldon por que ele estava tentando comprar urânio. |              | |                 | |                        |                  |                     |
| 3 | 3            | "Poker, Faith, and Eggs" "Poker, Fé, e Ovos" (BR)                                                                                             | Michael Zinberg | História por : Damir Konjicija & Dario Konjicija Roteiro por : Chuck Lorre & Steven Molaro                                | 9 de novembro de 2017  | T12.15553        | 12.39               |
| Sheldon debate a relação entre religião e ciência com o pastor de sua família. Billy Sparks traz alguns ovos para Missy. George sofre um ataque cardíaco brando, então Mary o leva para o hospital depois de chamar Meemaw para cuidar das crianças. Enquanto ela está dormindo, Georgie "toma emprestado" o carro dela e leva as outras crianças para ver o pai deles. Na capela do hospital, Sheldon reza a Blaise Pascal pela recuperação de seu pai. Quando ele se recupera, Sheldon brevemente duvida de seu ateísmo. Quando Sheldon entra em outro debate com seu pastor, George finge ter problemas no coração para manter a família dele fora das atividades da igreja. |              | |                 | |                        |                  |                     |
| 4 | 4            | "A Therapist, a Comic Book and a Breakfast Sausage" "Um Terapeuta, uma Revista em Quadrinhos e uma Salsicha de Café da Manhã" (BR)            | Jaffar Mahmood  | História por : Chuck Lorre & Steven Molaro Roteiro por : Rob Ulin & Dave Bickel                                           | 16 de novembro de 2017 | T12.15554        | 11.83               |
| Sheldon se engasga com uma salsicha e tem medo de alimentos sólidos. Seus pais o levam a um psicoterapeuta que não inspira confiança, mas cuja sala de espera tem quadrinhos. Ele se dirige para uma loja de quadrinhos, onde ele encontra coragem para continuar comendo. Meemaw serve de babá de Missy e Georgie e os conforta sobre seus sentimentos de serem invisíveis por causa das peculiaridades de Sheldon, chamando mais a atenção dos pais. |              | |                 | |                        |                  |                     |
| 5 | 5            | "A Solar Calculator, a Game Ball, and a Cheerleader's Bosom" "Uma Calculadora Solar, uma Bola de Jogo, e o Seio de uma Líder de Torcida" (BR) | Chris Koch      | História por : Chuck Lorre & Steven Molaro Roteiro por : Damir Konjicija & Dario Konjicija                                | 23 de novembro de 2017 | T12.15555        | 11.43               |
| Sheldon usa análises esportivas para ajudar o time de futebol da escola a ganhar jogos, mas se torna excessivamente popular como resultado. Georgie luta com seu pai pot negligenciá-lo em favor de agora passar o tempo com Sheldon. Missy e Tam se divertem com a nova popularidade de Sheldon. Meemaw também pede seu conselho em seus jogos de azar. Sheldon recebe um B+ em um teste de matemática de seu cansaço depois de acompanhar Tam para uma festa e decide que ele não pode continuar ajudando o time. Ele finalmente termina o problema contando a sua mãe sobre o problema e dando um conselho mau à Meemaw. George começa a ignorar Sheldon novamente e reconcilia-se com Georgie. |              | |                 | |                        |                  |                     |
| 6 | 6            | "A Patch, a Modem, and a Zantac®" "Uma Etiqueta, um Modem, e uma Úlsera" (BR)                                                                 | Don Scardino    | História por : Chuck Lorre & Steven Molaro Roteiro por : Anthony Gioe & Nick Mandernach                                   | 30 de novembro de 2017 | T12.15556        | 12.11               |
| A aula de ciência de Sheldon recebe uma visita de um engenheiro da NASA, que fala sobre a possibilidade de enviar astronautas para Marte e desafios relacionados. Sheldon diz ao engenheiro que isso seria mais viável se a NASA pudesse desenvolver um foguete reutilizável que pudesse aterrar com o estágio do foguete intacto. O engenheiro concorda, mas diz que isso não é tecnicamente viável. Sheldon então tenta provar que o homem está errado, mas ele precisa ter acesso a um computador para recuperar o peso e as razões de impulso. À medida que os computadores ainda estavam em sua infância e muito caros, isso prova ser difícil e as frustrações de Sheldon lhe dão uma úlcera. Preocupado com a saúde de seu filho, George dirige a família para as instalações da NASA em Houston para que Sheldon possa encontrar o engenheiro novamente. Sheldon o vê com fórmulas matemáticas que mostram como um foguete poderia pousar ereto e intacto. O engenheiro elogia Sheldon por seu trabalho, mas insiste que uma aplicação prática ainda está muito distante. Sheldon está satisfeito e sai. Um flash avançado mostra o desembarque bem sucedido de 2016 pelo Falcon 9 pelo SpaceX, seguido pelo fundador da SpaceX Elon Musk colocando as notas antigas de Sheldon em uma gaveta de mesa. |              | |                 | |                        |                  |                     |
| 7 | 7            | "A Brisket, Voodoo, and Cannonball Run" "Bisteca, Voodoo, e Quem não Corre, Voa" (BR)                                                         | Mark Cendrowski | História por : Nick Bakay Roteiro por : Chuck Lorre & Steven Molaro                                                       | 7 de dezembro de 2017  | T12.15557        | 12.49               |
| O desdém de Meemaw por George emerge quando ela se recusa a lhe dar sua receita peito bovino. Como retorno para George entrando em sua casa para encontrar a receita, a Meemaw dá a George uma receita falsa que o faz reunir ingredientes como grinds de café elegante e até mesmo para Louisiana. Quando George percebe que ela estava brincando com ele, as coisas estão na cabeça e ele tenta banir ela da casa. Eventualmente, Georgie e Missy, temendo que seus pais se divorciem por isso, obrigam Sheldon a descobrir a receita de Meemaw, pois ele lembra que a Meemaw lhe contou a receita quando tinha 23 meses de idade. George rejeita a receita de Meemaw porque ele está mais incomodado com o fato de que ela nunca pensou que ele fosse digno de sua filha, George reconhece ser uma decepção quando se conheceram, e não querendo que sua filha Missy acabe com alguém como ele, mas acredita que ele tem evoluiu desde então. Meemaw concorda com isso e aceita-o como seu genro. Durante o epílogo, George, tendo forçado Sheldon a divulgar a receita de peito, faz com sucesso o peito e se maravilha com o seu deleite, exclamando: "Hot Damn", o que faz com que Sheldon se lembre de ouvir aquelas palavras exatas como uma criança em seu berço observando seu pais que têm coito. Quando George oferece a Sheldon um pouco do peito, ele declina educadamente, tendo perdido o apetite. |              | |                 | |                        |                  |                     |
| 8 | 8            | "Cape Canaveral, Schrödinger's Cat, and Cyndi Lauper's Hair" "Cabo Canaveral, Gato de Schrödinger, e o Cabelo da Cyndi Lauper" (BR)           | Howie Deutch    | História por : Chuck Lorre & Steven Molaro Roteiro por : David Bickel                                                     | 14 de dezembro de 2017 | T12.15558        | 11.64               |
| George leva os meninos para a Flórida para ver o lançamento de um ônibus espacial, mas fica chovendo. Ainda assim, Sheldon aproveita a viagem e se aproxima de seu pai. Enquanto isso, Meemaw, Mary e Missy vão para um salão de beleza. |              | |                 | |                        |                  |                     |
| 9 | 9            | "Spock, Kirk, and Testicular" "Spock, Kirk, e Hérnia Testicular" (BR)                                                                         | Peter Lauer     | Chuck Lorre & Steven Molaro                                                                                               | 21 de dezembro de 2017 | T12.15559        | 11.32               |
| Sheldon tutora Georgie em matemática, então descobre que ele colou com sucesso um teste. Desde que o Capitão Kirk também fugiu com a trapaça do teste de Kobayashi Maru, Sheldon decide tentar. Ele forja a assinatura de sua mãe em uma nota excusando-o da educação física, mas rapidamente é pego. |              | |                 | |                        |                  |                     |
| 10 | 10           | "An Eagle Feather, a String Bean, and an Eskimo" "Uma Pena de Águia, uma Vagem, e um Esquimó" (BR)                                            | Rebecca Asher   | História por : Chuck Lorre & Steven Molaro Roteiro por : Rob Ulin & David Bickel                                          | 4 de janeiro de 2018   | T12.15560        | 14.70               |
| O diretor de Sheldon pede a Mary e George que considerem enviar Sheldon para uma escola para alunos superdotados em Dallas. Sheldon e seus professores estão encantados com a ideia, mas sua família (exceto Georgie) rapidamente começa a sentir sua falta. Sheldon gosta do estímulo intelectual, mas não gosta da família folk rock com quem vive. Quando George impulsivamente dirige para Dallas para trazê-lo para casa, Sheldon fica feliz ao voltar para casa. |              | |                 | |                        |                  |                     |
| 11 | 11           | "Demons, Sunday School, and Prime Numbers" "Demônios, Escola Dominical e Números Primos" (BR)                                                 | Howie Deutch    | História por : Chuck Lorre & Steven Molaro Roteiro por : Chuck Lorre & Steven Molaro & Eric Kaplan                        | 11 de janeiro de 2018  | T12.15561        | 14.17               |
| Mary fica preocupada quando encontra Sheldon jogando Dungeons & Dragons com Tam e Billy. Ela tenta pedir ajuda aos pais de Tam e Billy para tentar pôr fim ao jogo, mas eles não compartilham suas preocupações. Falhando com esse esforço, ela pede conselho ao Pastor Jeff. Juntos, eles convencem Sheldon para estudar a teologia batista, apenas para se inverter quando Sheldon leva um passo adiante e começa a pesquisar todas as principais religiões. Não satisfeito com nenhuma das principais religiões, ele decide iniciar sua própria religião que ele chama de "Mathologia". |              | |                 | |                        |                  |                     |
| 12 | 12           | "A Computer, a Plastic Pony, and a Case of Beer" "Um Computador, um Pony de Plástico, e uma Caixa de Cerveja" (BR)                            | Richie Keen     | História por : Chuck Lorre & Steven Molaro Roteiro por : Chuck Lorre & Steven Molaro & Tara Hernandez                     | 18 de janeiro de 2018  | T12.15562        | 13.33               |
| Sheldon pede a Mary para comprá-lo um computador Tandy 1000 SL. George insiste que eles não podem pagar, mas Mary revela que ela guardou secretamente dinheiro. Eles entram em um debate acalorado sobre o fundo secreto, o que leva Mary a levar Sheldon e Missy a viver com a Vó por um tempo. Ela compra Sheldon o computador para fazer um ponto para George e, enquanto Sheldon está inicialmente feliz, ele acha que o conselho do programa de psicoterapia ELIZA é inútil. Meemaw escuta Sheldon e obriga Mary a sentir George para tirá-la de sua casa. Enquanto isso, Georgie aconselha George a fingir pedir desculpas a Mary, que o último finalmente faz. Nos dias que se seguem, a família encontra vários usos para o computador. |              | |                 | |                        |                  |                     |
| 13 | 13           | "A Sneeze, Detention, and Sissy Spacek" "Um Espirro, Detenção e Sissy Spacek" (BR)                                                            | Howie Deutch    | História por : Chuck Lorre & Steven Molaro Roteiro por : Eric Kaplan & Jeremy Howe                                        | 1 de fevereiro de 2018 | T12.15563        | 12.92               |
| A misofobia de Sheldon é superficial quando uma gripe atinge sua escola. Ele é sucessivamente sentenciado a suspensão por deixar sua aula e a escola. Ele então usa seu tempo de suspensão na tentativa de converter a garagem em um sistema ecológico fechado. Enquanto George, Missy e Meemaw são principalmente divertidos por seu comportamento, Mary é a única da família a estar realmente preocupada com isso. Enquanto isso, Georgie aproveita a situação de Sheldon para obter abraços simpáticos de meninas na escola. Com inúmeras tentativas de tirá-lo da garagem provando ser fútil, Meemaw finalmente persuade Sheldon por apelar ao seu orgulho como texano. No entanto, ele fica doente, mas se sente melhor quando sua mãe canta Soft Kitty para ele. |              | |                 | |                        |                  |                     |
| 14 | 14           | "Potato Salad, a Broomstick, and Dad's Whiskey" "Salada de Batata, uma Vassoura, e Uísque do Papai" (BR)                                      | Howie Deutch    | Chuck Lorre & Steven Molaro & Tara Hernandez                                                                              | 1 de março de 2018     | T12.15564        | 12.42               |
| Mary recebe um emprego como secretária da igreja, mas o pastor Jeff rapidamente começa a pedir-lhe conselhos, já que sua linda nova esposa não fala inglês e está gastando todo seu dinheiro. Uma vez que Mary não chega em casa até as 6 da noite, e Meemaw se recusa a ver às crianças até então, Missy e Sheldon ficam sozinhos em casa. Quando Meemaw olha para os gêmeos, eles pensam que ela é um ladrão e a pulverizam com um extintor de incêndio. Quando Sheldon fica com uma farpa no dedo, Missy procura em toda a casa por pinças com as quais pode extraí-la. Ela eventualmente os encontra em um jogo de Operação e remove com sucesso o fragmento. |              | |                 | |                        |                  |                     |
| 15 | 15           | "Dolomite, Apple Slices, and a Mystery Woman" "Dolomita, Fatias de Maçã e uma Mulher Misteriosa" (BR)                                         | Mark Cendrowski | História por : Chuck Lorre & Steven Molaro Roteiro por : Chuck Lorre & Steven Molaro & Tara Hernandez                     | 8 de março de 2018     | T12.15565        | 12.52               |
| Sheldon e Tam fazem amizade com Libby, uma menina da 11ª série com interesse em geologia. Durante um de seus almoços na biblioteca, Libby oferece para ir de carro os três para o Museu de Ciências Naturais de Houston para ver um filme IMAX. No entanto, Sheldon está devastado por saber que Libby pensa nele como uma criança durante sua conversa com Mary. Enquanto Sheldon resolve nunca mais fazer amigos, Mary assegura que ele será cercado por muitos deles que também serão inteligentes. Tam e Libby acabam indo para Houston sem Sheldon para ver o filme, onde Tam é rejeitado por Libby. Sheldon e Tam voltam mais tarde a um grupo social de dois homens, onde Sheldon reconsidere a geologia como sendo "não uma ciência" até o ponto em que ele a considera mais como um passatempo. |              | |                 | |                        |                  |                     |
| 16 | 16           | "Killer Asteroids, Oklahoma, and a Frizzy Hair Machine" "Asteróides Assassinos, Oklahoma e uma Máquina de Frisar Cabelo" (BR)                 | Howie Deutch    | História por : Chuck Lorre & Steven Molaro Roteiro por : Steven Molaro                                                    | 29 de março de 2018    | T12.15566        | 11.91               |
| Na feira de ciências da escola, Sheldon fica arrasado quando seu projeto de evitação de impacto de asteróide perde para o gerador de Van de Graaff de outra aluna e promete deixar a ciência. Depois de uma sessão de terapia com o Dr. Goetsch, Sheldon decide se tornar um ator, e depois de impressionar o professor de teatro, o Sr. Lundy (ator convidado Jason Alexander), ele recebe o papel principal em Annie. Seus pais se preocupam com ele fazendo um papel feminino, mas Sheldon descarta suas preocupações — até que ele está paralisado com medo do palco na noite de abertura e se recusa a ir embora, deixando o Sr. Lundy para assumir seu papel. |              | |                 | |                        |                  |                     |
| 17 | 17           | "Jiu-Jitsu, Bubble Wrap, and Yoo-Hoo" "Jiu-Jitsu, Plástico Bolha, e Achocolatado" (BR)                                                        | Jaffar Mahmood  | História por : Chuck Lorre & Steven Molaro Roteiro por : Tara Hernandez & Jeremy Howe                                     | 5 de abril de 2018     | T12.15567        | 11.66               |
| Sheldon está sendo intimidado por Bobbi Sparks, a vizinha de seis anos de idade. Seus pais têm ideias diferentes sobre como lidar com a situação, e nenhuma delas é eficaz. Sheldon até tenta pagar a Missy para bater na Bobbi. |              | |                 | |                        |                  |                     |
| 18 | 18           | "A Mother, A Child, and a Blue Man's Backside" "Uma Mãe, um Filho, e a Bunda de um Homem Azul" (BR)                                           | Jaffar Mahmood  | História por : Chuck Lorre & Steven Molaro & Teagan Wall Roteiro por : David Bickel & Damir Konjicija & Dario Konjicija   | 12 de abril de 2018    | T12.15568        | 11.70               |
| Depois que Mary confisca os gibis de Sheldon, devido ao conteúdo bastante explícito em uma edição de Watchmen, Sheldon exige ser tratado como um adulto e falha em todas as suas tentativas de viver como um, mas um aviso de tornado lembra Sheldon dos valores familiares. |              | |                 | |                        |                  |                     |
| 19 | 19           | "Gluons, Guacamole, and the Color Purple" "Gluons, Guacamole, e a Cor Roxa" (BR)                                                              | Alex Reid       | Chuck Lorre & Steven Molaro & Tara Hernandez                                                                              | 19 de abril de 2018    | T12.15569        | 11.67               |
| Meemaw leva Sheldon a uma faculdade próxima para que ele possa auditar uma aula semanal sobre cromodinâmica quântica. O professor, Dr. John Sturgis, pergunta a Meemaw em um encontro. Ela tem um bom tempo, mas descobre que ele é como uma versão mais antiga do Sheldon. Na semana seguinte, ela tem que sair da aula porque sua presença é muito perturbadora para Sturgis. Enquanto isso, Missy leva Georgie para ajudá-la com o dever de casa. Estimulados pelo exemplo de Sheldon, eles realmente fazem algum progresso. |              | |                 | |                        |                  |                     |
| 20 | 20           | "A Dog, A Squirrrel, and a Fish Named Fish" "Um Cachorro, um Esquilo, e um Peixe Chamado Peixe" (BR)                                          | Jaffar Mahmood  | História por : Damir Konjicija & Dario Konjicija & Teagan Wall Roteiro por : Chuck Lorre & Steven Molaro & David Bickel   | 26 de abril de 2018    | T12.15570        | 11.51               |
| A cinofobia de Sheldon surge quando a família Sparks começa a cuidar do cão de um parente, o que mostra uma estranha atração por Sheldon. As famílias são incapazes de concordar sobre como controlar o cão até que o pastor Jeff seja o mediador. Sheldon tenta superar seu medo vestindo roupas protetoras e acariciando o cachorro, mas isso não funciona quando o cão o lambe, aparentemente estimulado pelo cheiro de seu gel de cabelo. Meemaw tenta acostumar Sheldon aos animais comprando-lhe um peixe, mas o peixe morde tanto ele quanto Jorge. |              | |                 | |                        |                  |                     |
| 21 | 21           | "Summer Sausage, a Pocket Poncho, and Tony Danza" "Linguiça de Verão, um Poncho de Bolso e Tony Danza" (BR)                                   | Alex Reid       | História por : Steven Molaro & Eric Kaplan & Stacey Pulwer Roteiro por : Chuck Lorre & Tara Hernandez & Connor Kilpatrick | 3 de maio de 2018      | T12.15571        | 11.67               |
| Sheldon convida John para jantar sem contar a ninguém. Na noite seguinte, John chega à casa de Meemaw para prepará-la para a culinária de Sichuan, depois da qual ela o convida para passar a noite. Sheldon monitora o evento através de binóculos. George leva Missy para jantar no Red Lobster vestido como a princesa Aurora. Isso deixa Mary e Georgie juntas para jantar, onde ele a questiona sobre a cronologia de sua concepção. |              | |                 | |                        |                  |                     |
| 22 | 22           | "Vanilla Ice Cream, Gentleman Callers, and a Dinette Set" "Sorvete de Creme, Pretendentes e uma Mesa de Jantar" (BR)                          | Jaffar Mahmood  | História por : Jeremy Howe & Damir Konjicija & Dario Konjicija Roteiro por : Chuck Lorre & Steven Molaro & Eric Kaplan    | 10 de maio de 2018     | T12.15572        | 12.44               |
| Meemaw tenta sair com John e Ira simultaneamente, mas decide largar Ira, que tenta reconquistá-la dando-lhe móveis. John vai confrontar Ira e eles entendem. Meemaw está furioso porque John fez isso sem a permissão dela, e que Sheldon está se intrometendo em seu relacionamento. Ocorre então a Sheldon que ele pode elaborar um acordo de relacionamento que cubra os três. |              | |                 | |                        |                  |                     |

### 2.ª temporada (2018-2019)
| N.º geral | N.º na temp. | Título Original Título no Brasil                                                                                           | Dirigido por         | Escrito por | Exibição original       | Cód. de produção | Audiência (milhões) |
| --- | ------------ | --- | -------------------- | --- | ----------------------- | ---------------- | ------------------- |
| 23 | 1            | "A High-Pitched Buzz and Training Wheels" "Um Zumbido Estridente e as Rodinhas" (BR)                                       | Jaffar Mahmood       | História por : Chuck Lorre & Steve Molaro Roteiro por : David Bickel, Eric Kaplan & Jeremy Howe                            | 24 de setembro de 2018  | T12.16053        | 10.58               |
| Sheldon desmonta a geladeira para impedir que ela emita um zumbido, o que força George a pagar US$ 200 a um reparador. Sheldon então consegue um emprego entregando jornais para que ele possa reembolsar George, mas o trabalho acaba sendo difícil e estressante. Ele eventualmente terceiriza o trabalho para Billy Sparks. |              | |                      | |                         |                  |                     |
| 24 | 2            | "A Rival Prodigy and Sir Isaac Neutron" "Um Rival Prodígio e Sir Isaac Neutron" (BR)                                       | Mark Cendrowski      | História por : Chuck Lorre, Steven Molaro & David Bickel Roteiro por : Damir Konjicija, Dario Konjicija & Tara Hernandez   | 27 de setembro de 2018  | T12.16052        | 10.21               |
| Sheldon é acompanhado na aula de física de John por Paige, que é um pouco mais esperta e mais jovem do que ele, fazendo com que ele fique com ciúmes. Paige e sua família visitam os Coopers. Seus pais começam a brigar depois de conversar com George e Mary sobre criar uma criança talentosa, Sheldon ainda tem ciúmes de Paige, mas Missy e Georgie gostam de sua irmã mais velha. John descobre que ele não deve elogiar muito Paige na frente de Sheldon. |              | |                      | |                         |                  |                     |
| 25 | 3            | "A Crisis of Faith and Octopus Aliens" "Uma Crise de Fé e Polvos Alienígenas" (BR)                                         | Jaffar Mahmood       | História por : Chuck Lorre, David Bickel & Eric Kaplan Roteiro por : Steve Molaro, Maria Ferrari & Jeremy Howe             | 4 de outubro de 2018    | T12.16051        | 10.68               |
| Mary questiona sua fé em Deus depois de ouvir falar de uma menina de dezesseis anos na congregação que morreu em um acidente. Embora Sheldon não acredite em Deus, como ele desafia o pastor Jeff como Deus seria em um planeta alienígena com polvos, ele ajuda Mary a encontrar sua fé em Deus novamente. |              | |                      | |                         |                  |                     |
| 26 | 4            | "A Financial Secret and Fish Sauce" "Um Segredo Financeiro e Molho de Peixe" (BR)                                          | Jonathan Judge       | História por : Chuck Lorre, David Bickel, Jeremy Howe Roteiro por : Steven Molaro & Damir Konjicija & Dario Konjicija      | 11 de outubro de 2018   | T12.16054        | ASD                 |
| Ao pagar os impostos de seus pais, Sheldon encontra uma discrepância de US $ 300 devido a um cheque que falta, mas George não quer falar sobre isso e exige que Sheldon mantenha isso em segredo de sua mãe. Sheldon fica tão estressado com a exigência de manter o segredo, que pede para passar a noite na casa de Tam, a fim de evitar Mary. Após a festa do pijama, Sheldon pressiona George a se limpar com Mary. Os US$ 300 desaparecidos foram uma multa que Meemaw teve que pagar por ser pego atrás do volante enquanto estava embriagado (mesmo que Georgie fosse o motorista). Como seu segredo foi exposto, Meemaw se vira para George e conta a Mary como George se aliviou na horta da igreja. |              | |                      | |                         |                  |                     |
| 27 | 5            | "A Research Study and Czechoslovakian Wedding Pastries" "Um Estudo Científico e Doces de Casamento Tchecoslovaco" (BR)     | Jude Weng            | História por : Steven Molaro & Damir Konjicija & Dario Konjicija Roteiro por : Chuck Lorre & David Bickel & Eric Kaplan    | 18 de outubro de 2018   | T12.16055        | ASD                 |
| John sugere que Sheldon e Missy comecem a participar de um estudo semanal de gêmeos. Mary está preocupada com os possíveis efeitos sobre as crianças, mas George gosta dos US $ 300 que o estudo paga toda semana. Sheldon é excelente nos testes analíticos, mas tem pouca paciência para os testes de percepção, enquanto Missy é o oposto. Ela também sugere maneiras pelas quais seu psicólogo pode se tornar mais atraente para seu colega. Enquanto monitora as sessões, Mary descobre que Missy se sente um pouco negligenciada e, por isso, pode escolher um restaurante a caminho de casa. |              | |                      | |                         |                  |                     |
| 28 | 6            | "Seven Deadly Sins and a Small Carl Sagan" "Sete Pecados Capitais e um Pequeno Carl Sagan" (BR)                            | Chris Koch           | História por : Chuck Lorre & David Bickel & Jeremy Howe Roteiro por : Chuck Lorre & Eric Kaplan & Connor Kilpatrick        | 25 de outubro de 2018   | T12.16056        | ASD                 |
| O pastor Jeff quer criar uma Casa do Inferno de Halloween para avisar crianças e adolescentes das consequências do pecado e colocar Maria no comando. Ela pede a ajuda do Sr. Lundy, que assume toda a produção. Ele se veste como Satanás e cria um quarto diferente em uma casa vazia para cada um dos sete pecados capitais. O último quarto é o paraíso, com Maria vestida de anjo, mas a única pessoa que quer ser salva do pecado é a namorada de Georgie, Veronica. Enquanto isso, Sheldon se veste de Carl Sagan para doces ou travessuras, mas apenas uma pessoa reconhece seu traje. |              | |                      | |                         |                  |                     |
| 29 | 7            | "Carbon Dating and a Stuffed Raccoon" "Datação Por Carbono e um Guaxinim Empalhado" (BR)                                   | Rebecca Asher        | História por : Chuck Lorre & Damir Konjicija & Dario Konjicija Roteiro por : Steven Molaro & Eric Kaplan & Tara Hernandez  | 1 de novembro de 2018   | T12.16057        | ASD                 |
| George leva Sheldon para uma palestra sobre datação por carbono, na qual Paige também participa. Enquanto espera em um restaurante, ele é abordado separadamente pelos pais de Paige, cujo casamento é precário por causa das exigências de criar Paige. As crianças ficam entediadas com a palestra e vagam por uma área fechada do museu. Enquanto isso, Meemaw está segurando uma venda de garagem e fica chateada ao ver John vestindo a jaqueta do marido morto. |              | |                      | |                         |                  |                     |
| 30 | 8            | "An 8-Bit Princess and a Flat Tire Genius" "Uma Princesa de 8 Bits e um Gênio dos Pneus Furados" (BR)                      | Jaffar Mahmood       | História por : Chuck Lorre & Damir Konjicija & Dario Konjicija Roteiro por : Steven Molaro & David Bickel & Tara Hernandez | 8 de novembro de 2018   | T12.16058        | ASD                 |
| Meemaw e Sheldon se tornam viciados em videogames. Ela até o puxa para fora da escola para que ele possa brincar com ela, pois ela prometeu não brincar sem ele. Enquanto isso, Georgie trabalha em meio período na garagem da Herschel Sparks, onde mostra um talento definido para a reparação de pneus. |              | |                      | |                         |                  |                     |
| 31 | 9            | "Family Dynamics and a Red Fiero" "Dinâmica Familiar e um Fiero Vermelho" (BR)                                             | Alex Reid            | História por : Chuck Lorre & Maria Ferrari & Tara Hernandez Roteiro por : Steven Molaro & Eric Kaplan & Jeremy Howe        | 15 de novembro de 2018  | T12.16059        | ASD                 |
| Sheldon tem uma aula de psicologia como sua eletiva, e é dito para observar a dinâmica familiar durante o fim de semana de Ação de Graças. Ele vê seus pais discutirem sobre se George deve ou não aceitar um treinamento de emprego mais bem pago na Universidade de Tulsa, já que sua família não quer deixar Medford. George rejeita a oferta e Sheldon torna-se inesperadamente emocional ao ler seu relatório para sua classe. |              | |                      | |                         |                  |                     |
| 32 | 10           | "A Stunted Childhood and a Can of Fancy Mixed Nuts" "Uma Infância Atrofiada e uma Lata de Nozes Mistas Extravagantes" (BR) | Rebecca Asher        | Chuck Lorre & Steven Molaro & Tara Hernandez                                                                               | 6 de dezembro de 2018   | T12.16060        | ASD                 |
| Missy e Paige têm uma festa do pijama, durante a qual Paige avisa Sheldon que sua personalidade excessivamente madura pode levá-lo a ser um desajuste social e esquisito como um adulto. Em resposta, ele tenta fazer piadas sobre várias pessoas. Depois de finalmente ter sucesso com Missy, ele fica satisfeito com seu progresso social. Enquanto isso, John pede a Meemaw para ensiná-lo a dirigir um carro. Ele não consegue se tornar proficiente, mas eles, em seguida, afirmam seu amor um pelo outro. |              | |                      | |                         |                  |                     |
| 33 | 11           | "A Race of Superhumans and a Letter to Alf" "Uma Corrida de Super-Humanos e uma Carta a Alf" (BR)                          | Jaffar Mahmood       | História por : Tara Hernandez & Damir Konjicija & Dario Konjicija Roteiro por : Chuck Lorre & Steven Molaro & Eric Kaplan  | 3 de janeiro de 2019    | T12.16061        | ASD                 |
| Sheldon tenta ensinar matemática para Missy usando questionamento socrático e condicionamento operístico, fazendo com que ela o soque quando ele ameaça danificar sua boneca Cabbage Patch, a menos que ela aprenda cálculo. Georgie se junta ao grupo de estudo bíblico de Maria para que ele possa estar perto de Veronica. Eles são batizados juntos, mas ela o soca quando ele a beija. Mary fica chateada e fundamenta seus dois filhos. |              | |                      | |                         |                  |                     |
| 34 | 12           | "A Tummy Ache and a Whale of a Metaphor" "Uma Dor de Barriga e uma Baleia de uma Metáfora" (BR)                            | Mark Cendrowski      | História por : Chuck Lorre & Steven Molaro Roteiro por : Tara Hernandez & Jeremy Howe & Connor Kilpatrick                  | 10 de janeiro de 2019   | T12.16062        | ASD                 |
| Sheldon tem que ir a um hospital por vários dias para remover sua vesícula biliar. Ele é um paciente difícil até conseguir um colega de quarto com um buraco no coração. Toda a sua família (com exceção de Georgie) sente falta dele. |              | |                      | |                         |                  |                     |
| 35 | 13           | "A Nuclear Reactor and a Boy Called Lovey" "Um Reator Nuclear e um Menino Chamado Lovey" (BR)                              | Chris Koch           | História por : Chuck Lorre & Steven Molaro & Tara Hernandez Roteiro por : Chuck Lorre & Steven Molaro & Eric Kaplan        | 17 de janeiro de 2019   | T12.16064        | ASD                 |
| Georgie é humilhado na escola quando ele tenta reconquistar Veronica, Mary insiste que George diga a ela quem foi sua primeira paixão, Meemaw tem que quebrar uma luta entre John e outro cientista que estava ficando muito amigável com ela, e Sheldon adquire uma caixa de d detectores de fumaça efectivos para que ele possa tirar o Américio-241 e construir uma usina nuclear para o bairro. Agentes do governo em trajes hazmat, em seguida, chegar. |              | |                      | |                         |                  |                     |
| 36 | 14           | "David, Goliath, and a Yoo-hoo from the Back" "David, Golias e um Yoo-hoo das Costas" (BR)                                 | Jaffar Mahmood       | História por : Chuck Lorre & Jeremy Howe & Stacey Pulwer Roteiro por : Steven Molaro & Maria Ferrari & Tara Hernandez      | 31 de janeiro de 2019   | T12.16063        | ASD                 |
| Sheldon testemunha Georgie sendo intimidado por um colega, e faz amizade com o valentão que lhe permite coagir os serviços de Georgie. No entanto, Sheldon se gaba da relação com um valentão ainda maior, o que resulta em Sheldon ser preso em um armário durante a noite. Enquanto isso, Missy rouba a maquiagem de Meemaw para o dia da foto da escola, acusa Mary de ser um desmancha-prazeres, e tem que passar a noite com Meemaw. Meemaw então explica a ela que Mary se tornou uma cristã devota porque Missy quase morreu no nascimento, fazendo com que ela mudasse sua atitude em relação a sua mãe. |              | |                      | |                         |                  |                     |
| 37 | 15           | "A Math Emergency and Perky Palms" "Uma Emergência Matemática e Palmeiras Perky" (BR)                                      | Jaffar Mahmood       | História por : Chuck Lorre & Steven Molaro Roteiro por : Tara Hernandez & Jeremy Howe & Connor Kilpatrick                  | 7 de fevereiro de 2019  | T12.16065        | ASD                 |
| Sturgis dá a Sheldon 95% em um teste de física, que Sheldon contesta. Eventualmente, o Dr. Sturgis admite que Sheldon estava certo e merecia uma pontuação perfeita. O pastor Jeff fica doente e Mary assume seus deveres, como aconselhar um casal de noivos e visitar uma casa fechada. A visita é difícil, mas quando Mary tenta visitá-lo novamente, ela descobre que ele morreu. |              | |                      | |                         |                  |                     |
| 38 | 16           | "A Loaf of Bread and a Grand Old Flag" "Um Naco de Pão e uma Bandeira Velha Grande" (BR)                                   | Alex Reid            | História por : Chuck Lorre & Steven Molaro Roteiro por : Tara Hernandez & Jeremy Howe & Connor Kilpatrick                  | 21 de fevereiro de 2019 | T12.16066        | ASD                 |
| A marca favorita de pão de Sheldon tem um sabor diferente, então ele começa uma campanha para defender uma regulamentação governamental rigorosa das padarias. Durante uma entrevista na TV, ele inadvertidamente diz que o comunismo pode ser a resposta para a crise do pão, de modo que a família Cooper é evitada pela cidade. Enquanto isso, Veronica termina com seu namorado, então ela e Georgie se tornam "apenas amigos". |              | |                      | |                         |                  |                     |
| 39 | 17           | "Albert Einstein and the Story of Another Mary" "Albert Einstein e a História de Outra Mary" (BR)                          | Beth McCarthy-Miller | História por : Chuck Lorre & Steven Molaro & Eric Kaplan Roteiro por : Chuck Lorre & Steven Molaro & Steve Holland         | 7 de março de 2019      | T12.16067        | ASD                 |
| Mary engravida, fazendo com que George se preocupe com as finanças. Ele recebe um aumento salarial da escola, mas Mary sofre um aborto espontâneo. Enquanto isso, Sheldon faz aulas de violino para se parecer mais com Albert Einstein. Percebendo a prevalência de judeus como Einstein na física, ele decide se tornar judeu. Um rabino então fala com ele. |              | |                      | |                         |                  |                     |
| 40 | 18           | "A Perfect Score and a Bunsen Burner Marshmallow" "Uma Pontuação Perfeita e um Bico de Bunsen de Marshmallow" (BR)         | Chris Koch           | História por : Chuck Lorre & David Bickel & Tara Hernandez Roteiro por : Steven Molaro & Eric Kaplan & Jeremy Howe         | 4 de abril de 2019      | T12.16068        | ASD                 |
| Faculdades começam a tomar conhecimento de Sheldon depois que ele recebe uma pontuação perfeita em seu PSAT / NMSQT. Para ganhar alguma experiência em viver em uma faculdade, ele passa a noite com John. A experiência é na maior parte agradável, mas depois que começa acidentalmente um fogo na cozinha, está feliz retornar para casa. Maria está encantada, já que ela estava experimentando síndrome do ninho vazio. |              | |                      | |                         |                  |                     |
| 41 | 19           | "A Political Campaign and a Candy Land Cheater" "Uma Campanha Política e um Trapaceiro da Terra dos Doces" (BR)            | Jude Weng            | História por : Chuck Lorre & Damir Konjicija & Dario Konjicija Roteiro por : Steven Molaro & David Bickel & Steve Holland  | 25 de abril de 2019     | T12.16069        | ASD                 |
| Irritado que tantos fundos escolares vão para o futebol em vez da sala de aula de ciências, Sheldon decide concorrer à presidência da classe. A campanha vai mal até sheldon decide lutar sujo usando informações que Missy tem da irmã mais nova de seu oponente; ela é originalmente de Nova York. Sheldon usa o orgulho do Texas para vencer. No entanto, o diretor Peterson veta seu uso de uma versão antiga do Juramento de Fidelidade. |              | |                      | |                         |                  |                     |
| 42 | 20           | "A Proposal and a Popsicle Stick Cross" "Uma Proposta e uma Cruz de Picolé" (BR)                                           | Jaffar Mahmood       | História por : Chuck Lorre & David Bickel & Steve Holland Roteiro por : Steven Molaro & Tara Hernandez & Jeremy Howe       | 2 de maio de 2019       | T12.16070        | ASD                 |
| Quando Veronica tem problemas em casa, os Coopers a levam por alguns dias, emocionando Georgie. Ela se encaixa bem com toda a família e bondade Georgie fazê-la realmente começar a ter sentimentos por ele. George entra em ação quando o namorado de sua mãe tenta levá-la para casa contra sua vontade. Enquanto isso, John propõe a Meemaw depois de um ano de namoro, apenas para ouvir que ela nunca pensou que se casaria novamente, perturbando-o. Meemaw tira um grande anúncio de jornal proclamando seu amor por ele, ganhando-o de volta. |              | |                      | |                         |                  |                     |
| 43 | 21           | "A Broken Heart and a Crock Monster" "Um Coração Partido e um Monstro do Crock" (BR)                                       | Alex Reid            | História por : Chuck Lorre & Damir Konjicija & Dario Konjicija Roteiro por : Steven Molaro & Tara Hernandez & Jeremy Howe  | 9 de maio de 2019       | T12.16071        | ASD                 |
| Pastor Jeff fica com os Coopers, enquanto ele tem problemas conjugais, tornando as coisas desconfortáveis para Mary e George e ligação com Georgie sobre problemas de menina. Quando ele descobre que sua esposa o deixou, ele considera deixar a igreja até que ele conhece uma policial. Sheldon e Missy recebem muitas doações para a igreja, enquanto Meemaw leva o Dr. Sturgis ao cassino. Ele não gosta muito e é adiada por sua atitude ao perder, até que ela tem uma grande vitória. |              | |                      | |                         |                  |                     |
| 44 | 22           | "A Swedish Science Thing and the Equation for Toast" "Uma Coisa Científica Sueca e a Equação do Brinde" (BR)               | Jaffar Mahmood       | História por : Chuck Lorre & Damir Konjicija & Dario Konjicija Roteiro por : Steven Molaro & Eric Kaplan & Tara Hernandez  | 16 de maio de 2019      | T12.16072        | ASD                 |
| Georgie usa seu próprio dinheiro para pagar o serviço de TV a cabo, mas não permitirá que seu pai para usá-lo. Em resposta, George apresenta georgie com um projeto de lei para os serviços que ele fornece a Georgie. Sheldon convida toda a escola para uma festa de escuta para o anúncio dos vencedores do Prêmio Nobel de Física, que viria maquiar um rádio de ondas curtas. Devido à diferença de tempo entre a Suécia (onde os anúncios são feitos) e Texas, o anúncio vem às cinco horas da manhã, hora local, para que ninguém assiste a festa de Sheldon, exceto para sua mãe. Depois de perceber que ela só participou para mostrar simpatia, não por causa do interesse no anúncio, Sheldon desculpa-lá. Embora ele tenha ajudado Sheldon a configurar o rádio de ondas curtas, o Dr. Sturgis não participa da festa de Sheldon porque o anúncio do Prêmio Nobel desencadeia uma depressão dentro dele quando ele percebe que seu trabalho nunca será reconhecido com um prêmio Nobel. |              | |                      | |                         |                  |                     |

### 3.ª temporada (2019-2020)
| N.º geral | N.º na temp. | Título Original Título no Brasil | Dirigido por    | Escrito por | Exibição original       | Cód. de produção | Audiência (milhões) |
| --- | ------------ | --- | --------------- | --- | ----------------------- | ---------------- | ------------------- |
| 45 | 1            | "Quirky Eggheads and Texas Snow Globes" "Cabeçotes Peculiares e Globos de Neve de Texas" (BR)                                         | Jaffar Mahmood  | História por : Steven Molaro & Steve Holland & Maria Ferrari Roteiro por : D Chuck Lorre & Tara Hernandez & Jeremy Howe      | 26 de setembro de 2019  | T12.16451        | ASD                 |
| Após a hospitalização do Dr. Sturgis em um hospital psiquiátrico, Mary teme que algo semelhante possa acontecer com Sheldon. Com Mary sendo indireta na tentativa de avaliar o estado mental de Sheldon, suas perguntas fazem com que Sheldon se preocupe com sua saúde mental. Isso é resolvido no escritório do psicólogo, uma vez que Mary revela a razão para seu questionamento. Enquanto isso, Georgie descobre que uma loja de presentes locais está saindo do negócio, e está vendendo globos de neve por US $ 1 cada. Ele pede a George dinheiro para comprar uma grande quantidade de globos de neve com a intenção de vendê-los a US $ 5 cada. O pai dele rejeita a ideia. Georgie inicialmente falha com seu plano até que ele descobre uma maneira de jogar na nostalgia dos moradores para a neve no Texas para vender os globos de neve. |              | |                 | |                         |                  |                     |
| 46 | 2            | "A Broom Closet and Satan's Monopoly Board" "Um Armário de Vassoura e uma Placa do Monopólio de Satan" (BR)                           | Alex Reid       | História por : Chuck Lorre & Steven Molaro & Steve Holland Roteiro por : Tara Hernandez & Jeremy Howe & Connor Kilpatrick    | 3 de outubro de 2018    | T12.16452        | ASD                 |
| Acreditando que ele não está sendo desafiado o suficiente na escola, Sheldon decide pular suas aulas e estudar de forma independente em um armário de vassouras dentro da biblioteca da escola. Uma vez descobertos, George e Mary discordam de quem é a responsabilidade de resolver o assunto. Durante uma discussão, Meemaw oferece uma sugestão para que Sheldon audite o curso de física do Dr. Linkletter enquanto o Dr. Sturgis está hospitalizado. Embora o problema com Sheldon seja resolvido, George é perturbado por sua luta com Mary, e com o conselho do assistente técnico Wilkins, George convida Mary para a noite da data. Enquanto isso, o pastor Jeff tenta afastar seus desejos de intimidade com sua namorada, o oficial Robin, e Mary o ajuda com isso. Pastor Jeff chama a casa de Mary para assistência enquanto ela está fora em sua noite de encontro com George, mas com Mary estar fora, ele fala com Missy vez. Missy mente para o Pastor Jeff sobre ela e a experimentação de Georgie com um tabuleiro Ouija. Missy, em seguida, teme que a mentira que vai pousar-la no inferno, então ela chama pastor Jeff de volta para confessar. A chamada de volta ocorre assim como pastor Jeff estava prestes a ficar íntimo com sua namorada, que ele interpretou como um sinal de Deus para cessar. Em resposta, o oficial Robin pede ao Pastor Jeff para se casar com ela. |              | |                 | |                         |                  |                     |
| 47 | 3            | "An Entrepreneurialist and a Swat on the Bottom" "Um Empreendedor e um Golpe no Fundo" (BR)                                           | Mark Cendrowski | História por : CSteve Holland & Maria Ferrari & Connor Kilpatrick Roteiro por : Steven Molaro & Eric Kaplan & Jeremy Howe    | 10 de outubro de 2019   | T12.16453        | ASD                 |
| Dr. Linkletter, querendo criar oportunidades adicionais para se encontrar com Connie, convida Sheldon para uma palestra de robótica. Meemaw se sente desconfortável, e se recusa a levar Sheldon para a palestra. Sheldon acusa Connie de ser egoísta, então ela o espanca. Seus pais também se recusam a levá-lo, ouvindo de seu desrespeito a Meemaw. Sheldon, portanto, decide pegar um ônibus para visitar o Dr. Sturgis no hospital psiquiátrico. Antes de ser localizado pela polícia, um colega de assento no ônibus convence Sheldon de que ele estava errado. Ele então "pede desculpas" a seus pais e Meemaw, mostrando-lhes um episódio de Star Trek que transmite seus sentimentos, mas eles não conseguem. Enquanto isso, o mais recente esquema de Georgie, que fica rico e rápido lhe dá muito dinheiro, o que impressiona seu interesse amoroso, Veronica, mas ela rejeita a pulseira cara que ele compra, então ele compra uma pulseira de doces barata. |              | |                 | |                         |                  |                     |
| 48 | 4            | "Hobbitses, Physicses and a Ball with Zip" "Hobbitses, Física e uma Bola com Zip" (BR)                                                | Jaffar Mahmood  | História por : Steven Molaro & Eric Kaplan & Tara Hernandez Roteiro por : Steven Holland & Maria Ferrari & Connor Kilpatrick | 17 de outubro de 2019   | T12.16454        | ASD                 |
| Sheldon fica obcecado em resolver a teoria de campo unificada, um problema que Einstein não poderia resolver. Isso preocupa Mary, então Sheldon (sem sucesso) tenta distrair-se com outras atividades. O bibliotecário da escola sugere a Sheldon para fazer algo que é o "oposto da ciência", levando Sheldon a concluir que a leitura de ficção é a alternativa mais próxima. Ele começa a ler O Senhor dos Anéis, mas torna-se obcecado em descobrir discrepâncias na história. Quando Sheldon adormece, ele sonha com uma batalha entre "os Hobbitses" e "as Físicas" por sua atenção. Com "the Physicses" ganhando, Sheldon volta a se concentrar na física depois de acordar. Enquanto isso, Missy se apaixona por um garoto que está no beisebol. Ela, portanto, pede a George para ensiná-la a jogar e pegar uma bola de beisebol, e como soar inteligente falando sobre beisebol. O plano falha porque o menino está interessado em outra garota, mas o tempo gasto com George ajuda Missy a se relacionar com ele. George, em seguida, ensina Missy como jogar uma bola curva, uma habilidade que ela usa para jogar uma maçã no menino que ferir seus sentimentos. |              | |                 | |                         |                  |                     |
| 49 | 5            | "A Pineapple and the Bosom of Male Friendship" "Um Abacaxi e o Seio da Amizade Masculina" (BR)                                        | Alex Reid       | História por : Chuck Lorre & Steve Holland & Maria Ferrari Roteiro por : Steven Molaro & Tara Hernandez & Jeremy Howe        | 24 de outubro de 2018   | T12.16455        | ASD                 |
| Dr. Sturgis é liberado do hospital psiquiátrico, e vem junto com Meemaw para jantar na casa do Cooper. Depois do jantar, o Dr. Sturgis termina com Meemaw, sentindo que ela merece alguém mais mentalmente estável do que ele. Meemaw, não acostumada a ser rompida com, fica chateada, então o Dr. Sturgis recomenda a ela voltar a namorar seu ex-namorado, Ira Rosenbloom. Durante o encontro com Rosenbloom, Meemaw confessa a ele que ela só o chamou para uma data de vingança, e foi por sugestão de Sturgis. Em resposta, Rosenbloom rejeita datas futuras com Meemaw. Enquanto isso, Sheldon sente que não é justo para ele não ser amigo do Dr. Sturgis só porque Sturgis e Meemaw se separaram, e convence Mary a convidar Sturgis para jantar. Sturgis chega à casa dos Coopers trazendo um abacaxi como um presente, o que ele explica ser um símbolo de hospitalidade. Mary não gosta da conversa à mesa de jantar que está ocorrendo, e pede a George para levar o Dr. Sturgis a um bar. No bar, o Dr. Sturgis brinda publicamente "o seio da amizade masculina" que ele acha que desenvolveu com George. |              | |                 | |                         |                  |                     |
| 50 | 6            | "A Parasol and a Hell of an Arm" "Um Guarda-Sol e um Inferno de um Braço" (BR)                                                        | Chris Koch      | História por : Chuck Lorre & Eric Kaplan & Jeremy Howe Roteiro por : Steven Molaro & Steve Holland & Connor Kilpatrick       | 7 de novembro de 2019   | T12.16456        | ASD                 |
| Os Coopers visitam um carnaval da igreja, com exceção de Meemaw, que fica em casa lutando com seu rompimento com o Dr. Sturgis. Georgie se ofereceu em uma barraca no carnaval esperando trabalhar em conjunto com Veronica, mas ela ficou doente e ele tem que trabalhar com Peg, pastor Jeff's cadeia de fumar secretário, que aborrece-lo com suas histórias de decepções em sua vida amorosa. Missy marca sete lances consecutivos de sucesso no tanque dunk carnaval graças a seus treinos de beisebol com seu pai, o que a faz querer se juntar a um time de beisebol. George leva Missy para se inscrever para a liga juvenil, mas o treinador, Dale, se recusa a aceitar uma menina na equipe. Quando Meemaw ouve sobre sua rejeição, ela sai do sofá e visita Dale, junto com Missy, que finalmente consegue mostrar suas habilidades e é aceita na equipe; e Meemaw tem um encontro com o treinador. Enquanto isso, Georgie, entediado fora de seu juízo por Peg e lamentações Meemaw, faz uma visita a Veronica com um "Get Well Soon" balão, mas ela está no médico e Georgie fica preso com sua avó que aborrece-lo mais uma vez. |              | |                 | |                         |                  |                     |
| 51 | 7            | "Pongo Pygmaeus and a Culture that Encourages Spitting" "Pongo Pygmaeus e uma Cultura que Incentiva Cuspir" (BR)                      | Jaffar Mahmood  | História por : Chuck Lorre & Steven Molaro & Steve Holland Roteiro por : Maria Ferrari & Tara Hernandez & Jeremy Howe        | 14 de novembro de 2018  | T12.16457        | ASD                 |
| Sheldon compra um modem de 300 baud de conexão direta e o usa para postar uma teoria de colapso de função de onda em um grupo de notícias de física, que é recebido com discordância de outro usuário. Sem o medo de retaliação física, Sheldon recorre a xingamentos. À medida que o argumento científico aumenta, Sheldon pede conselhos do Dr. Sturgis, e eventualmente seu oponente admite, observando que o ponto de Sheldon "tem alguma validade". Dale leva George para uma cerveja, onde eles se conectam sobre conversa fiada, mas George não lhe diz nada que iria preocupar Meemaw, que está namorando ele. Missy é insultada por outras meninas em sua escola para jogar beisebol, o que faz Missy pensar em sair de beisebol; mas quando Brenda Sparks chama Mary no telefone, chamando Missy estranho para jogar beisebol, Mary pressiona Missy para ficar na equipe. Em uma partida de beisebol, Missy bate em um arremessador que tentou bater nela com a bola. Uma menina da classe de Inglês de Georgie chamada Lisa flerta com ele na escola, que produz sentimentos mistos em Veronica. |              | |                 | |                         |                  |                     |
| 52 | 8            | "The Sin of Greed and a Chimichanga from Chi-Chi's" "O Pecado da Ganância e um Chimichanga do Chi-Chi" (BR)                           | Chris Koch      | História por : CEric Kaplan & Maria Ferrari & Jeremy Howe Roteiro por : Steven Molaro & Steve Holland & Connor Kilpatrick    | 21 de novembro de 2018  | T12.16458        | ASD                 |
| Quando Sheldon marca excepcionalmente bem em seu exame universitário, o Dr. Sturgis sugere a George que ele se transfere para a faculdade em tempo integral, sugerindo que George faça um trabalho mais bem remunerado treinando futebol universitário para estar perto dele: George considera a oferta, enquanto o diretor Petersen oferece a eles várias vantagens para mantê-los no Medford High para garantir que as altas pontuações de Sheldon saíssem bem financiadas pela escola. Dale oferece a Georgie um emprego como vendedor em sua loja de artigos esportivos; O novo fluxo de caixa de Georgie rapidamente vai para sua cabeça. Mary está preocupada com o aparente "egoísmo" e "ganância" correndo desenfreado em sua família e confisca todos os símbolos do excesso até Meemaw explica suas frustrações como sendo uma recaída da síndrome do ninho vazio. |              | |                 | |                         |                  |                     |
| 53 | 9            | "A Party Invitation, Football Grapes and an Earth Chicken" "Um Convite Para uma Festa, Uvas Para Futebol e uma Galinha da Terra" (BR) | Jaffar Mahmood  | História por : Steven Molaro & Steve Holland & Tara Hernandez Roteiro por : Eric Kaplan & Maria Ferrari & Jeremy Howe        | 5 de dezembro de 2018   | T12.16459        | ASD                 |
| Quando Missy recebe um convite para a festa de aniversário de Billy, mas Sheldon não, Mary pressiona a família Sparks a convidar Sheldon, até mesmo fazendo com que o Pastor Jeff faça um sermão sobre vizinhança. No entanto, Sheldon só vai participar como o Sr. Spock, completo com tricorder. Dr. Sturgis eventualmente consegue estabelecer uma amizade com Meemaw e George. A mãe de Billy reclama que Billy quer passar um tempo no galinheiro com Sheldon em vez de estar na festa. Mary acha que Sheldon é bom para Billy, que não tem amigos, mas depois decide levar Sheldon para casa depois que ele entra em pânico quando uma galinha faz cocô nele. |              | |                 | |                         |                  |                     |
| 54 | 10           | "Teenager Soup and a Little Ball of Fib" "Sopa de Adolescente e uma Bolinha de Fibra" (BR)                                            | Nikki Lorre     | História por : Eric Kaplan & Maria Ferrari & Tara Hernandez Roteiro por : Steven Molaro & Steve Holland & Connor Kilpatrick  | 12 de dezembro de 2018  | T12.16460        | ASD                 |
| Sheldon finge estar doente para sair de ter uma aula de natação na escola, mas a culpa sobre a mentira traumatiza-lo; ele tenta realmente ficar doente antes de confessar a Maria, e no final fica doente. Enquanto isso, o Dr. Sturgis espiona Dale, e Meemaw começa a defendê-lo uma vez que Dale começa a depreciá-lo. |              | |                 | |                         |                  |                     |
| 55 | 11           | "A Live Chicken, a Fried Chicken and Holy Matrimony" "Frango Vivo, Frango Frito e Matrimônio Sagrado" (BR)                            | Alex Reid       | História por : Steven Molaro & Steve Holland & Yael Glouberman Roteiro por : Maria Ferrari & Tara Hernandez & Jeremy Howe    | 9 de janeiro de 2020    | T12.16461        | ASD                 |
| O pastor Jeff e a policial Robin correm para se casar, para que possam começar as relações conjugais: o pastor Jeff pede a Mary que planeje o casamento, mas ela se empolga com a febre do casamento e acaba com seu próprio casamento sem brilho. George e Connie ficam para cuidar das crianças: Sheldon descobre que Georgie gravou Baywatch sobre um de seus episódios de Star Trek: The Next Generation, então ele convida um estranho de uma sala de bate-papo na Internet para trazer sua gravação do episódio. Missy tenta impedir que o frango de Billy seja comido e impede que George coma seu frango frito. Georgie leva uma garota para o quarto dele, então George, sem jeito, tenta "conversar" com ele. |              | |                 | |                         |                  |                     |
| 56 | 12           | "Body Glitter and a Mall Safety Kit" "Glitter do Corpo e um Jogo da Segurança da Alameda" (BR)                                        | Lea Thompson    | História por : Steven Molaro & Steve Holland & Eric Kaplan Roteiro por : Maria Ferrari & Tara Hernandez & Connor Kilpatrick  | 16 de janeiro de 2020   | T12.16462        | ASD                 |
| Os pais de Paige se divorciam, levando Paige a lutar na escola. Ela começa a agir de forma rebelde, e Sheldon fica preocupado quando Paige diz que não quer mais ser inteligente. O Dr. Sturgis aconselha Sheldon a ouvir Paige, que admite Sheldon que todo mundo que ela conhece está agindo de forma "estranha" e que se sente sozinha. Sheldon se oferece para fazer dela uma bebida quente (que se torna seu método principal para consolar outras pessoas na série dos pais). Enquanto isso, George Sr. e Georgie se chocam quando o último tenta se livrar das tarefas. |              | |                 | |                         |                  |                     |
| 57 | 13           | "Contracts, Rules and a Little Bit of Pig Brains" "Contratos, Regras e um Pouco de Cérebro de Porco" (BR)                             | Jaffar Mahmood  | História por : Chuck Lorre & Eric Kaplan & Maria Ferrari Roteiro por : Steven Molaro & Steve Holland & Jeremy Howe           | 30 de janeiro de 2020   | T12.16463        | ASD                 |
| Dale convida George Sr. e Georgie em uma viagem de pesca, e o Dr. Strugis os acompanha. A viagem não corre bem, pois Dale insulta constantemente o Dr. Sturgis, que então volta por conta própria. Connie visita o túmulo de seu marido Charlie, para refletir sobre seus sentimentos pelos dois homens. Enquanto isso, Missy e Sheldon jogam vários jogos com o vencedor decidindo o que eles devem fazer naquele dia. Missy finalmente vence, mas seu tempo acabou, e Sheldon secretamente gostava de discutir as regras e ficar em casa o dia todo. |              | |                 | |                         |                  |                     |
| 58 | 14           | "A Slump, a Cross and Roadside Gravel" "Uma Queda, uma Cruz e Cascalho na Estrada" (BR)                                               | Howie Deutch    | História por : Steven Molaro & Steve Holland & Connor Kilpatrick Roteiro por : Eric Kaplan & Maria Ferrari & Tara Hernandez  | 6 de fevereiro de 2020  | ASD              | ASD                 |
| 59 | 15           | "A Boyfriend's Ex-Wife and a Good Luck Head Rub" "Ex-Mulher de um Namorado e um Esfregão na Cabeça da Boa Sorte" (BR)                 | Jaffar Mahmood  | História por : Steven Molaro & Steve Holland & Eric Kaplan Roteiro por : Maria Ferrari & Tara Hernandez & Jeremy Howe        | 13 de fevereiro de 2020 | ASD              | ASD                 |
| 60 | 16           | "Pasadena" "Pasadena" (BR) | TBA             | História por : TBA Roteiro por : TBA                                                                                         | 20 de fevereiro de 2020 | ASD              | ASD                 |

## Produção

### Desenvolvimento
Em novembro de 2016, foi declarado que a CBS estava em negociações para criar uma série derivada de The Big Bang Theory centrado em Sheldon Cooper como uma criança. A série prequela, descrita como "uma comédia familiar de câmera única estilo Malcolm in the Middle", seria produzida pelos criadores de The Big Bang Theory, Chuck Lorre e Steven Molaro, com o cocriador do The Big Bang Theory, Bill Prady, que deveria estar envolvido em alguma função, e pretendeu ar na temporada 2017–2018 da televisão americana junto com The Big Bang Theory. A ideia inicial para a série veio de Jim Parsons (que interpreta Sheldon em The Big Bang Theory), que passou aos produtores de The Big Bang Theory. Em 13 de março de 2017, a CBS ordenou a série Young Sheldon, que foi criada por Lorre e Molaro. Jon Favreau serviu como produtor executivo dirigiu o piloto. Parsons, Lorre, Molaro e Todd Spiewak também serão os produtores executivos da série, para Chuck Lorre Productions, Inc., em associação com a Warner Bros. Television. Em 27 de setembro de 2017, a CBS encomendou uma temporada completa de 22 episódios. Em 6 de janeiro de 2018, a CBS anunciou durante o TCA 2018 a renovação de Young Sheldon para uma segunda temporada.

### Escolha do elenco
No início de março de 2017, Iain Armitage foi escalado como o jovem Sheldon, igualmente com Zoe Perry como sua mãe, Mary Cooper. Perry é a filha de Laurie Metcalf, que interpreta Mary Cooper em The Big Bang Theory. Além disso, Lance Barber estrela como George Cooper, Sr., pai de Sheldon; Raegan Revord estrela como Missy Cooper, a irmã gêmea de Sheldon; e Montana Jordan como George Cooper, Jr., o irmão mais velho de Sheldon. Jim Parsons reprisa seu papel como o adulto Sheldon Cooper, e narra a série. Em julho de 2017, Annie Potts foi escalada como Meemaw, a avó de Sheldon.

## Lançamento
Young Sheldon começou a ser transmitido pela CBS em 2 de novembro de 2017, após The Big Bang Theory. Teve uma prévia especial em 25 de setembro de 2017. Em Portugal, a série estreou em 5 de outubro de 2017 pelo canal a cabo AXN White. No Brasil, a estreia da série foi em 8 de outubro de 2017 pelo canal a cabo Warner Channel sob o título de O Jovem Sheldon.

## Recepção

### Audiência

#### 1.ª temporada (2017–18)
| №  | Título                                                       | Exibição original      | Rating/share (18–49) | Audiência (em milhões) | DVR (18–49) | Audiência em DVR (milhões) | Total (18–49) | Audiência total (em milhões) |
| -- | ------------------------------------------------------------ | ---------------------- | -------------------- | ---------------------- | ----------- | -------------------------- | ------------- | ---------------------------- |
| 1  | "Pilot"                                                      | 25 de setembro de 2017 | 3.8/13               | 17.21                  | 1.7         | 5.25                       | 5.5           | 22.46                        |
| 2  | "Rockets, Communists, and the Dewey Decimal System"          | 2 de novembro de 2017  | 2.2/8                | 12.66                  | 1.1         | 3.89                       | 3.3           | 16.74                        |
| 3  | "Poker, Faith, and Eggs"                                     | 9 de novembro de 2017  | 2.2/8                | 12.39                  | 1.2         | 4.07                       | 3.4           | 16.47                        |
| 4  | "A Therapist, a Comic Book, and a Breakfast Sausage"         | 16 de novembro de 2017 | 2.0/8                | 11.83                  | 1.2         | 3.54                       | 3.2           | 15.37                        |
| 5  | "A Solar Calculator, a Game Ball, and a Cheerleader's Bosom" | 23 de novembro de 2017 | 2.6/11               | 11.43                  | 1.3         | 4.10                       | 3.9           | 15.53                        |
| 6  | "A Patch, a Modem, and a Zantac"                             | 30 de novembro de 2017 | 2.1/8                | 12.11                  | 1.0         | 3.60                       | 3.1           | 15.71                        |
| 7  | "A Brisket, Voodoo and Cannonball Run"                       | 7 de dezembro de 2017  | 2.2/8                | 12.49                  | 1.1         | 3.71                       | 3.3           | 16.20                        |
| 8  | "Cape Canaveral, Schrödinger's Cat, and Cyndi Lauper's Hair" | 14 de dezembro de 2017 | 2.0/8                | 11.64                  | N/A         | N/A                        | N/A           | N/A                          |
| 9  | "Spock, Kirk, and Testicular Hernia"                         | 21 de dezembro de 2017 | 1.8/8                | 11.32                  | N/A         | N/A                        | N/A           | N/A                          |
| 10 | "An Eagle Feather, a String Bean, and an Eskimo"             | 4 de janeiro de 2018   | 2.6/10               | 14.70                  | 1.1         | 3.73                       | 3.7           | 18.43                        |
| 11 | "Demons, Sunday School, and Prime Numbers"                   | 11 de janeiro de 2018  | 2.6/10               | 14.17                  | 1.1         | 3.81                       | 3.7           | 17.99                        |
| 12 | "A Computer, a Plastic Pony, and a Case of Beer"             | 18 de janeiro de 2018  | 2.4/9                | 13.33                  | 1.2         | 4.04                       | 3.6           | 17.37                        |
| 13 | "A Sneeze, Detention, and Sissy Spacek"                      | 1 de fevereiro de 2018 | 2.3/9                | 12.92                  | 1.3         | 4.03                       | 3.6           | 16.95                        |
| 14 | "Potato Salad, a Broomstick, and Dad's Whiskey"              | 1 de março de 2018     | 2.1/8                | 12.42                  | 1.3         | 4.30                       | 3.4           | 16.72                        |
| 15 | "Dolomite, Apple Slices, and a Mystery Woman"                | 8 de março de 2018     | 2.1/9                | 12.52                  | 1.2         | 4.09                       | 3.3           | 16.61                        |
| 16 | "Killer Asteroids, Oklahoma, and a Frizzy Hair Machine"      | 29 de março de 2018    | 2.0/9                | 11.91                  | 1.2         | 4.06                       | 3.2           | 15.97                        |
| 17 | "Jiu-Jitsu, Bubble Wrap, and Yoo-Hoo"                        | 5 de abril de 2018     | 1.9/8                | 11.66                  | 1.2         | 4.02                       | 3.1           | 15.69                        |
| 18 | "A Mother, A Child, and a Blue Man's Backside"               | 12 de abril de 2018    | 1.9/8                | 11.70                  | 1.1         | 3.67                       | 3.0           | 15.37                        |
| 19 | "Gluons, Guacamole, and the Color Purple"                    | 19 de abril de 2018    | 1.9/8                | 11.67                  | 1.1         | 3.89                       | 3.0           | 15.56                        |
| 20 | "A Dog, A Squirrel, and a Fish Named Fish"                   | 26 de abril de 2018    | 1.8/7                | 11.15                  | 1.0         | 3.62                       | 2.8           | 14.78                        |
| 21 | "Summer Sausage, a Pocket Poncho, and Tony Danza"            | 3 de maio de 2018      | 1.9/8                | 11.67                  | 1.2         | 3.76                       | 3.1           | 15.44                        |
| 22 | "Vanilla Ice Cream, Gentleman Callers, and a Dinette Set"    | 10 de maio de 2018     | 2.2/9                | 12.44                  | 1.1         | 3.96                       | 3.3           | 16.41                        |

#### 2.ª temporada (2018)
| № | Título                                    | Exibição original      | Rating/share (18–49) | Audiência (em milhões) | DVR (18–49)    | Audiência em DVR (milhões) | Total (18–49)  | Audiência total (em milhões) |
| - | ----------------------------------------- | ---------------------- | -------------------- | ---------------------- | -------------- | -------------------------- | -------------- | ---------------------------- |
| 1 | "A High-Pitched Buzz and Training Wheels" | 24 de setembro de 2018 | 1.7/7                | 10.58                  | por determinar | por determinar             | por determinar | por determinar               |
| 2 | "A Rival Prodigy and Sir Isaac Neutron"   | 27 de setembro de 2018 | 1.6/7                | 10.21                  | por determinar | por determinar             | por determinar | por determinar               |
| 3 | "A Crisis of Faith and Octopus Aliens"    | 4 de outubro de 2018   | 1.8/9                | 10.68                  | por determinar | por determinar             | por determinar | por determinar               |

### Recepção da crítica
O site Rotten Tomatoes informou uma classificação de aprovação de 76% com uma classificação média de 6.81 / 10 com base em 41 avaliações. O consenso do site diz: "O elenco atraente de Young Sheldon e temas relacionáveis trazem uma nova perspectiva—e agradável em geral—para a história familiar de seu personagem central." O Metacritic, que usa uma média moderada, atribuiu uma pontuação de 63 em cada 100 com base em 25 críticas, indicando "revisões geralmente favoráveis".

### Prêmios e nomeações
| Ano  | Prêmio                            | Categoria                                    | Nomeado        | Resultado |
| ---- | --------------------------------- | -------------------------------------------- | -------------- | --------- |
| 2018 | Young Artist Awards               | Melhor Jovem Atriz em uma Série de TV        | Raegan Revord  | Indicado  |
| 2018 | Young Artist Awards               | Melhor Ator Adolescente em uma Série de TV   | Montana Jordan | Indicado  |
| 2018 | Young Artist Awards               | Melhor Ator em Série de TV                   | Iain Armitage  | Venceu    |
| 2018 | Teen Choice Awards                | Choice Breakout TV Star                      | Iain Armitage  | Indicado  |
| 2019 | Critics' Choice Television Awards | Melhor Atriz Coadjuvante em Série de Comédia | Zoe Perry      | Indicado  |
| 2019 | Critics' Choice Television Awards | Melhor Atriz Coadjuvante em Série de Comédia | Annie Potts    | Indicado  |